# (12867) Joëloïc
(12867) Joëloïc, désignation internationale (12867) Joeloic, est un astéroïde de la ceinture principale.

## Description
(12867) Joeloic est un astéroïde de la ceinture principale. Il fut découvert le 1er juin 1998 à La Silla par Eric Walter Elst. Il présente une orbite caractérisée par un demi-grand axe de 2,32 UA, une excentricité de 0,21 et une inclinaison de 6,6° par rapport à l'écliptique.

## Compléments